# 朴智妍 (1984年)
朴智妍（韓語：박지연；1984年8月22日—），另譯朴祉妍、朴志涓、朴志妍、朴志允、朴志蓮，是一位韓國女演員。

## 演出作品

### 電視劇
- 2010年：MBC《料理絕配Pasta》
- 2010年：SBS《人生多美麗》
- 2010年：MBC《Gloria》
- 2010年：KBS2《瑪莉外宿中》
- 2011年：SBS《如果明日來臨》
- 2012年：MBC《愛上王世子》飾演 北韓女軍（EP12）
- 2012年：JTBC《Happy Ending》
- 2013年：KBS《總理與我》
- 2014年：tvN《岬童夷》
- 2014年：MBC《魔法麵包店》飾演 市政廳官員
- 2014年：SBS《美女的誕生》飾演 編劇

- 2015年：tvN《豪苟的愛》飾演 護士
- 2015年：KBS《不善良的女人們》
- 2015年：SBS《假面》
- 2015年：OCN《我的美麗新娘》
- 2015年：SBS《村莊：阿雉阿拉的祕密》
- 2016年：tvN《Signal 信號》飾演 咖啡店服務生（EP7）
- 2016年：SBS《浪漫醫生金師傅》飾演 安仁淑
- 2017年：SBS《甜蜜的冤家》飾演 美靜
- 2017年：JTBC《青春時代2》飾演 尚德小學老師（EP6）
- 2017年：MBC《20世紀少男少女》飾演 婦產科病人
- 2018年：JTBC《Life》飾演 胸腔外科護理師[3]
- 2018年：SBS《Miss Ma：復仇的女神》飾演 朴明熙（EP9）
- 2019年：TV朝鮮《Babel》飾演 車宇赫的媽媽
- 2019年：OCN《圈套》飾演 警察臥底護理師
- 2019年：KBS2《監獄醫生》飾演 李英姬（EP1,2）
- 2019年：MBC《特別勞動監督官趙掌風》飾演 李昌圭的妻子（EP18,19,31,32）
- 2019年：tvN《抓住幽靈》飾演 崔美螺（EP6,7,9,14）
- 2019年：JTBC《輔佐官2—改變世界的人們》飾演 因州鎮化學生病的已婚女性（EP4）
- 2020年：tvN《謗法》飾演 楊鎮秀的妻子（EP3,6）
- 2020年：tvN《機智醫生生活》飾演 恩雅的媽媽（EP1）
- 2021年：KBS2《大發不動產》飾演 朴仁淑（EP6）
- 2021年：MBC《黑色太陽》飾演 鄭恩熙（EP5,6）
- 2021年：Netflix《地獄公使》飾演 陳京勳的妻子
- 2022年：Netflix《少年法庭》飾演 禹秀美[4]
- 2022年：SBS《非常律師禹英禑》飾演 成恩智（EP11）
- 2023年：Netflix《精神病房也會迎來清晨》飾演 洪靜蘭[5]
- 2024年：SBS《好搭檔》飾演 崔賢書（EP6）
- 2024年：SBS《來自地獄的法官》飾演 俞貞琳
- 2024年：Netflix《浮游先生》飾演 恩秀（EP2,3）
- 2025年：tvN《退貨兒童》飾演 金娜妍（EP7,8）

### 電影
- 2005年：《人民公敵2》飾演 國小老師
- 2006年：《愚蠢的愛情劇》短片 飾演 壞鯨魚
- 2008年：《超感覺情侶》飾演 公園爭吵的情侶
- 2009年：《便當》飾演 女員工
- 2009年：《比天堂更近的美麗》飾演 護理師
- 2009年：《田禹治：超時空爭霸》飾演 CF工作室人員
- 2010年：《加油站襲擊事件2》飾演 回憶中的女孩
- 2010年：《美麗的聲音》飾演 實秀路
- 2010年：《素食主義者(채식주의자)》飾演 護士
- 2010年：《平行理論》飾演 幼稚園老師
- 2010年：《蘋果》飾演 女兒
- 2010年：《看見惡魔》飾演 輔導老師
- 2010年：《不能回頭》飾演 會計
- 2011年：《她的執法人員》短片 飾演 恩真
- 2011年：《世上最美麗的離別》飾演 大學醫院護理師
- 2011年：《快遞驚魂》飾演 幼稚園老師
- 2011年：《斗魂》飾演 朴小姐
- 2011年：《Mr. Idol愛回歸》飾演 李賢的妻子
- 2012年：《完美廣播》飾演 最小的作家
- 2012年：《朝韓夢之隊》飾演 趙美珍
- 2012年：《鍵到鬼》
- 2013年：《懺悔》飾演 蘇敏
- 2013年：《監諜任務》飾演 控制室工作人員
- 2013年：《流感》飾演 疾病控制人員
- 2013年：《特務K先生》飾演 嫂嫂
- 2013年：《如果你是我6》飾演 元宰的妻子
- 2013年：《血緣共犯》飾演 女記者
- 2014年：《殺手的品格》飾演 Ventura Holdings團隊成員
- 2014年：《我的野蠻嬌妻》飾演 護理師
- 2014年：《失業女王聯盟》飾演 收銀員
- 2015年：《上班女郎》飾演 家庭主婦
- 2015年：《戀愛預報》飾演 氣象預報員
- 2015年：《夏流大丈夫》飾演 飯店員工
- 2016年：《記憶中的美好歌聲》飾演 素丹
- 2016年：《我的新野蠻女友》飾演
- 2017年：《超級市長》飾演 卞鐘九陣營教育職員
- 2017年：《容順》飾演 美術老師
- 2017年：《素描》飾演 智妍
- 2017年：《沉默的目擊者》飾演 搜查官
- 2018年：《那才是我的世界》飾演 朱仁淑（青年）
- 2018年：《怪物們》飾演 咖啡店經理
- 2018年：《冠軍大叔》飾演 釜山情侶
- 2018年：《Pension : 危險的邂逅》飾演 有珍
- 2018年：《春天的街道》飾演 妻子
- 2018年：《散步的好日子》飾演 智允
- 2020年：《Ruby》飾演 書妍[6]
- 2020年：《無聲控訴》飾演 諮詢師
- 2021年：《如何在家裡完美迷失方向》飾演 鄭任
- 2021年：《金派特務》飾演 杜斗浩的媽媽[7]
- 2023年：《靈魂伴侶》飾演 美術老師
- 2023年：《你的瞬間》飾演  正厚媽媽
- 2023年：《悲密》飾演 奉鎮的妻子
- 2025年：《來自誰的啟示》飾演 律師

## 外部連結
- 朴智妍的Instagram帳戶
- 朴智妍在NAVER上的资料
- 朴智妍在Daum上的资料
- 朴智妍在韩国电影数据库（KMDb）上的資料（韓語）